# Holly Bradshaw
Holly Bethan Bleasdale-Bradshaw (Preston, 2 novembre 1991) è un'astista britannica.

## Record nazionali
Seniores
- Salto con l'asta indoor: 4,87 m ( Villeurbanne, 20 gennaio 2012)

## Palmarès
| Anno                                  | Manifestazione          | Sede           | Evento           | Risultato      | Prestazione | Note                                     |
| ------------------------------------- | ----------------------- | -------------- | ---------------- | -------------- | ----------- | ---------------------------------------- |
| In rappresentanza della Gran Bretagna |                         |                |                  |                |             |                                          |
| 2010                                  | Mondiali U20            | Moncton        | Salto con l'asta | Bronzo         | 4,15 m      |                                          |
| 2011                                  | Europei indoor          | Parigi         | Salto con l'asta | 11ª            | 4,45 m      |                                          |
| 2011                                  | Europei U23             | Ostrava        | Salto con l'asta | Oro            | 4,55 m      |                                          |
| 2011                                  | Mondiali                | Taegu          | Salto con l'asta | nm (q)         | nm (q)      |                                          |
| 2012                                  | Mondiali indoor         | Istanbul       | Salto con l'asta | Bronzo         | 4,70 m      |                                          |
| 2012                                  | Giochi olimpici         | Londra         | Salto con l'asta | 6ª             | 4,45 m      |                                          |
| 2013                                  | Europei indoor          | Göteborg       | Salto con l'asta | Oro            | 4,67 m      |                                          |
| 2014                                  | Mondiali indoor         | Sopot          | Salto con l'asta | 9ª             | 4,55 m      |                                          |
| 2015                                  | Mondiali                | Pechino        | Salto con l'asta | 7ª             | 4,60 m      | Miglior prestazione personale stagionale |
| 2016                                  | Giochi olimpici         | Rio de Janeiro | Salto con l'asta | 5ª             | 4,70 m      |                                          |
| 2017                                  | Mondiali                | Londra         | Salto con l'asta | 6ª             | 4,65 m      |                                          |
| 2018                                  | Europei                 | Berlino        | Salto con l'asta | Bronzo         | 4,75 m      |                                          |
| 2019                                  | Europei indoor          | Glasgow        | Salto con l'asta | Argento        | 4,75 m      |                                          |
| 2019                                  | Mondiali                | Doha           | Salto con l'asta | 4ª             | 4,80 m      |                                          |
| 2021                                  | Europei indoor          | Toruń          | Salto con l'asta | Bronzo         | 4,65 m      |                                          |
| 2021                                  | Giochi olimpici         | Tokyo          | Salto con l'asta | Bronzo         | 4,85 m      |                                          |
| 2022                                  | Mondiali                | Eugene         | Salto con l'asta | nm (q)         | nm (q)      |                                          |
| 2023                                  | Mondiali                | Budapest       | Salto con l'asta | 29ª (q)        | 4,35 m      |                                          |
| 2024                                  | Europei                 | Roma           | Salto con l'asta | Qualificazione | nm          |                                          |
| 2024                                  | Giochi olimpici         | Parigi         | Salto con l'asta | 28ª (q)        | 4,20 m      |                                          |
| In rappresentanza dell' Inghilterra   |                         |                |                  |                |             |                                          |
| 2018                                  | Giochi del Commonwealth | Gold Coast     | Salto con l'asta | 4ª             | 4,60 m      |                                          |
| 2022                                  | Giochi del Commonwealth | Birmingham     | Salto con l'asta | dns            | dns         |                                          |